# Daniela Krückel
Daniela Krückel (* 5. November 1995) ist eine österreichische Grasskiläuferin. Sie gehört dem Juniorenkader des Österreichischen Skiverbandes an und startet seit 2010 im Weltcup, wo sie bisher drei Podestplätze erreichte. 2011 wurde sie Vize-Weltmeisterin in der Super-Kombination und Juniorenweltmeisterin im Slalom. Ihr älterer Bruder Michael Krückel ist ebenfalls Grasskiläufer.

## Karriere
Daniela Krückel begann schon früh mit dem Grasskisport. In den Jahren 2004, 2007 und 2009 gewann sie in ihrer jeweiligen Altersklasse die Gesamtwertung des FIS-Schülercups; 2005, 2006 und 2008 erzielte sie in dieser Rennserie jeweils den zweiten Gesamtrang. In der Saison 2008 erreichte Krückel außerdem den zweiten Gesamtrang im MIDEU-Cup. 2009 entschied sie die Gesamtwertung dieser in Österreich und Tschechien ausgetragenen Rennserie für sich. Zudem wurde sie 2009 vierfache Österreichische Schülermeisterin.
Seit Mai 2010 startet Daniela Krückel in FIS-Rennen und erzielte dabei bereits mehrere Top-5-Ergebnisse. Im Juni 2010 wurde sie Österreichische Juniorenmeisterin und zugleich Vize-Staatsmeisterin im Slalom und im Riesenslalom. Anfang August 2010 gelangen ihr bei der Juniorenweltmeisterschaft in Dizin mit Platz vier im Riesenslalom sowie Rang fünf im Super-G (zeitgleich mit der Tschechin Petra Ivánková) und in der Super-Kombination jeweils Platzierungen in der Mitte des Feldes. Nur im Slalom schied sie nach einem Materialbruch aus. Ebenfalls in Dizin bestritt sie am 5. August 2010 ihr erstes Weltcuprennen, wurde in diesem Riesenslalom jedoch disqualifiziert. Zweieinhalb Wochen später gewann sie ihre ersten Weltcuppunkte, als sie im Slalom von Faistenau den achten Platz belegte. Sie konnte dieses Rennen trotz eines schweren Sturzes im ersten Durchgang, bei dem sie mit hohem Tempo das Sicherheitsnetz durchschlug, fortsetzen und beenden, kam aber aufgrund des großen Zeitrückstandes nur als Letzte ins Ziel. Danach bestritt sie allerdings in der Saison 2010 keine weiteren Rennen und wurde 13. im Gesamtweltcup.
Ihr nächstes Weltcuprennen fuhr Krückel am 2. Juli 2011 in Olešnice v Orlických horách. In dieser Super-Kombination erzielte sie den fünften Platz. Ihr bestes Weltcupresultat der Saison 2011 erreichte sie als Vierte des Slaloms von Předklášteří am 7. August 2011. Mit weiteren zwei Top-5-Ergebnissen wurde sie Achte des Gesamtweltcups. Gute Leistungen zeigte sie bei der Weltmeisterschaft 2011 und der gleichzeitig stattfindenden Juniorenweltmeisterschaft in Goldingen. Bei den Junioren gewann sie Gold im Slalom, Silber in der Kombination und Bronze im Riesenslalom. Lediglich im Super-G musste sie sich mit dem neunten Platz begnügen. Bei der Weltmeisterschaft in der Allgemeinen Klasse erreichte sie hinter der Schweizerin Bianca Lenz den zweiten Platz in der Super-Kombination; im Super-G wurde sie Zehnte. An Slalom und Riesenslalom nahm sie nicht teil. Auch auf nationaler Ebene feierte sie mit drei Juniorenmeistertiteln in Slalom, Riesenslalom und Kombination sowie drei Vize-Staatsmeistertiteln in diesen Disziplinen Erfolge.
In der Saison 2012 gelangen Krückel die ersten Podestplätze in Weltcuprennen: Sie wurde Zweite im ersten Super-G von Dizin und jeweils Dritte im Riesenslalom sowie im zweiten Super-G von Dizin. Im Gesamtweltcup erreichte sie den dritten Platz. Bei der Juniorenweltmeisterschaft 2012 in Burbach gewann sie zwei Silbermedaillen im Slalom und im Riesenslalom. Die Super-Kombination beendete sie an vierter und den Super-G an siebter Position.

## Erfolge

### Weltmeisterschaften
- Goldingen 2011: 2. Super-Kombination, 10. Super-G
- Tambre-Belluno 2015: 4. Super-G, 4. Riesenslalom, 5. Super-Kombination, 9. Slalom
- Kaprun 2017: 7. Slalom, 7. Riesenslalom, 10. Super-G, 12. Super-Kombination
- Marbachegg 2019: 3. Slalom, 5. Riesentorlauf, 5. Super-G

### Juniorenweltmeisterschaften
- Dizin 2010: 4. Riesenslalom, 5. Super-G, 5. Super-Kombination
- Goldingen 2011: 1. Slalom, 2. Kombination, 3. Riesenslalom, 9. Super-G
- Burbach 2012: 2. Slalom, 2. Riesenslalom, 4. Super-Kombination, 7. Super-G
- Rettenbach 2013: 5. Riesenslalom, 3. Slalom, 5. Super-G, 5. Super-Kombination
- San Sicario 2014: 3. Riesenslalom, 2. Slalom, 5. Super-G, 6. Super-Kombination
- Stitna 2015: 3. Super-G, 3. Slalom, 3. Riesenslalom
- Dizin 2016: 1. Riesenslalom, 2. Super-Kombination, 4. Slalom

### Weltcup
- 3. Rang im Gesamtweltcup der Saison 2012
- 12 Podestplätze
- 3 Weltcupsiege